# Zatrephes krugeri
Zatrephes krugeri là một loài bướm đêm thuộc phân họ Arctiinae, họ Erebidae.